# Versoix
Versoix (toponimo francese) è un comune svizzero di 13 329 abitanti del Canton Ginevra; ha lo status di città.

## Geografia fisica
Versoix è affacciato sul Lago di Ginevra.

## Monumenti e luoghi d'interesse

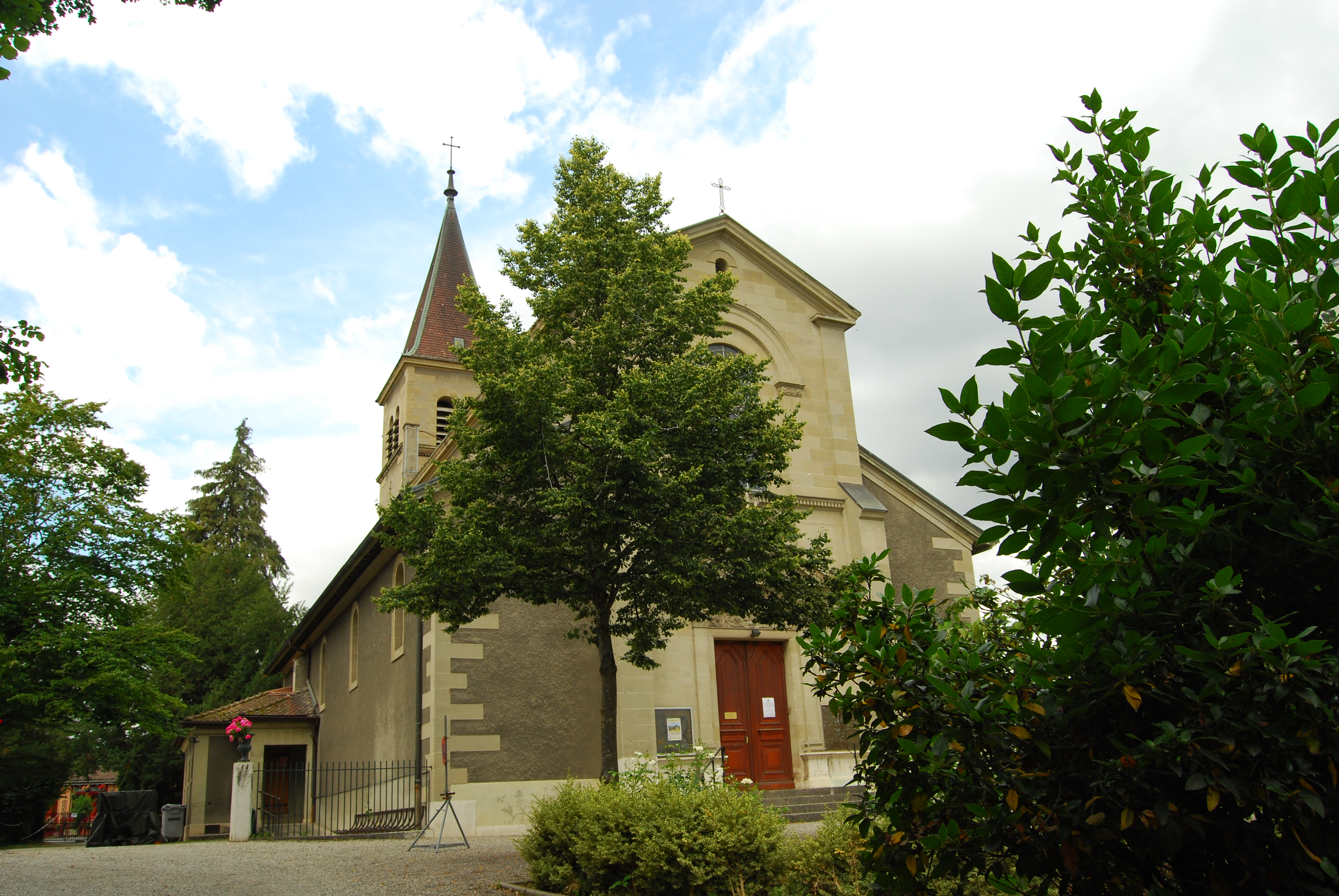
La chiesa di San Lupo

- Chiesa cattolica di San Lupo, attestata dal 1177 e ricostruita nel 1839[1];
- Chiesa riformata, eretta nel 1858[1].

## Società

### Evoluzione demografica
L'evoluzione demografica è riportata nella seguente tabella:
Abitanti censiti

## Cultura

### Ricerca
A Versoix sorge l'Osservatorio di Ginevra

## Geografia antropica

### Frazioni e quartieri
Le frazioni e i quartieri di Versoix sono:
- Ecogia
- Richelien
- Saint-Loup
- Sauverny[3]

## Infrastrutture e trasporti

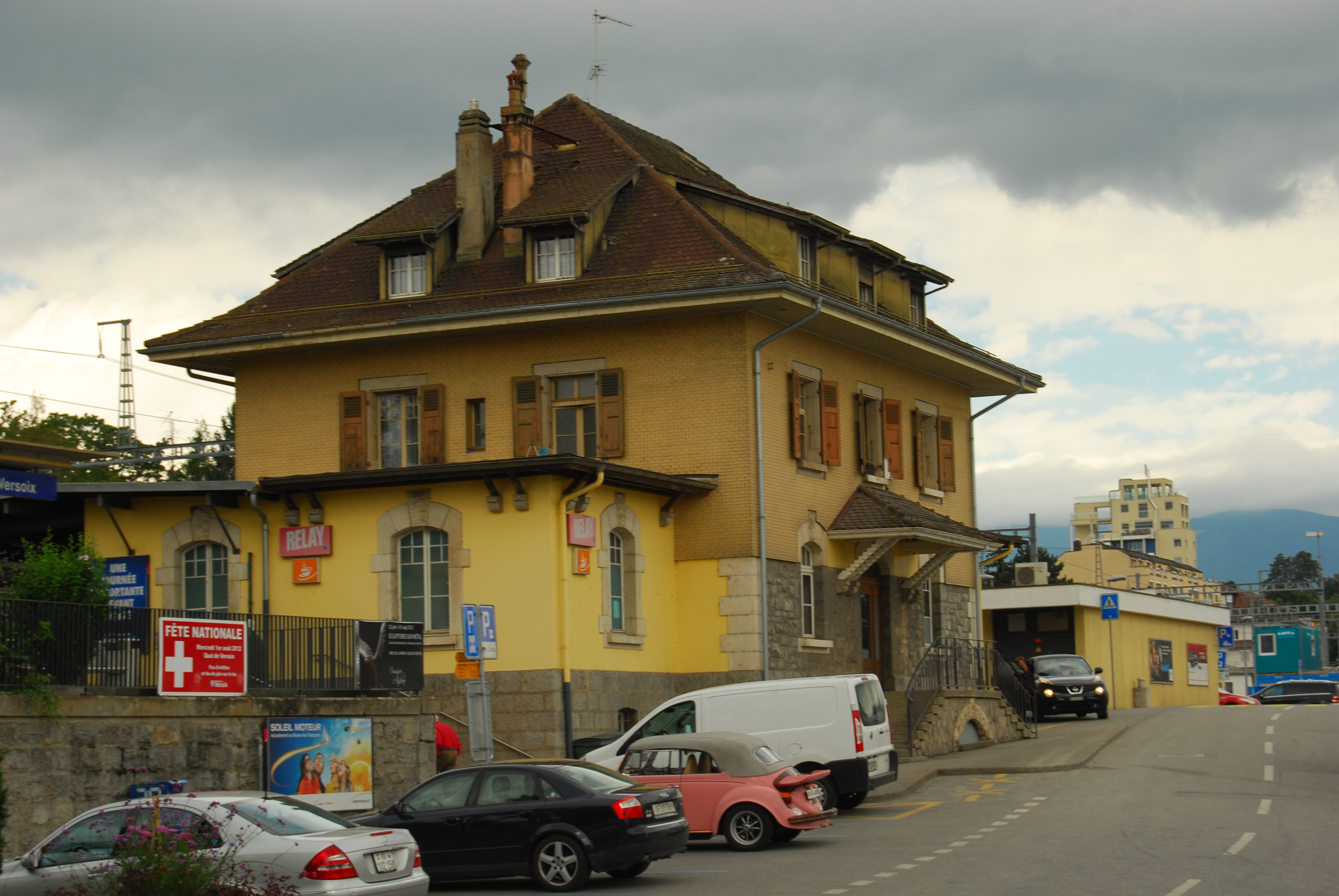
La stazione di Versoix

Versoix è servita dall'omonima stazione sulla ferrovia Losanna-Ginevra.

## Amministrazione
Ogni famiglia originaria del luogo fa parte del comune patriziale che ha la responsabilità della manutenzione di ogni bene comune.